# Torneio Intercontinental de Hóquei em Patins
O Torneio Intercontinental de Hóquei em Patins foi uma competição de hóquei em patins com a participação das seleções do continente Asiático, Europeu e da Oceania para celebrar o 25º aniversário da Associação de Patinagem de Macau. A competição foi realizada entre os dias de 27 a 31 de agosto de 2008, a organização foi de responsabilidade da Associação de Patinagem de Macau.

## Grupo
| Time          | J | V | E | D | GP | GC | SG  | Pts |
| ------------- | - | - | - | - | -- | -- | --- | --- |
| Espanha       | 5 | 5 | 0 | 0 | 59 | 0  | +59 | 15  |
| Macau         | 5 | 4 | 0 | 1 | 37 | 24 | +13 | 12  |
| Índia         | 5 | 2 | 0 | 3 | 17 | 40 | −23 | 6   |
| Nova Zelândia | 5 | 2 | 0 | 3 | 16 | 29 | −13 | 6   |
| Austrália     | 5 | 1 | 0 | 4 | 15 | 27 | −12 | 3   |
| Japão         | 5 | 1 | 0 | 4 | 9  | 33 | −24 | 3   |

|               | ESP | MAC  | IND  | NZL  | AUS  | JPN  |
| ------------- | --- | ---- | ---- | ---- | ---- | ---- |
| Espanha       | –   | 12–0 | 12–0 | 10–0 | 12–0 | 13–0 |
| Macau         |     | –    | 16–5 | 7–2  | 5–4  | 9–1  |
| Índia         |     |      | –    | 5–4  | 6–5  | 1–3  |
| Nova Zelândia |     |      |      | –    | 4–2  | 6–5  |
| Austrália     |     |      |      |      | –    | 4–0  |
| Japão         |     |      |      |      |      | –    |

## Ligações Externas
- Hoje Macau
- Hóquei Macau
- Tribuna de Macau